# Аэд Слане
Аэд Слане (Айд Слане; др.‑ирл. Áed Sláine; убит в 604) — первый король Бреги (до 604) и верховный король Ирландии (598—604), основатель рода Сил Аэдо Слане, одной из ветвей Южных Уи Нейллов.

## Биография

### Происхождение
Аэд Слане был сыном короля Миде и верховного короля Ирландии Диармайта мак Кербайлла, убитого в 565 году. Его рождение, согласно средневековым историческим источникам, сопровождалось целой серией чудес и предзнаменований. В одной из поэм VIII века он назван «Аэд Слане из сида», под которым, вероятно, имелся в виду Бру-на-Бойн. Предания называли матерью Аэда некую Мугайн Мор, на которую, возможно, были перенесены некоторые черты одноимённой богини, упоминаемой в «Ульстерском цикле». В трактате XII века «Banshenchas» («Об известных женщинах») Мугайн, вторая супруга Диармайта мак Кербайлла, названа дочерью короля Осрайге Конхрада мак Дуаха.
Согласно агиографической литературе, сначала брак Диармайта и Мугайн был бесплодным, однако благодаря чуду, совершённому святым Финнианом Мовильским, супруга верховного короля родила сына, названного Аэдом. При рождении Аэда святой Финниан сделал пророчество о том, что этот сын короля Диармайта превзойдёт всех своих братьев и станет предком многочисленного потомства, «доброго в отношении щедрости, славы, чести, смелости, взимания дани, одержании победы, честности, героических деяний, великолепия, обращение с Церковью, исполнения долга гостеприимства, сострадательности». Вероятно, это пророчество не может датироваться временем ранее середины VIII века, когда потомки Аэда Слане, наряду с Кланн Холмайн, уже составляли один из двух крупнейших родов Южных Уи Нейллов.
Своё прозвище — «Слане» — Аэд получил по холму в одноимённом селении, расположенному вблизи находившейся в его владениях Тары, древней резиденции верховных королей Ирландии.

### Правление

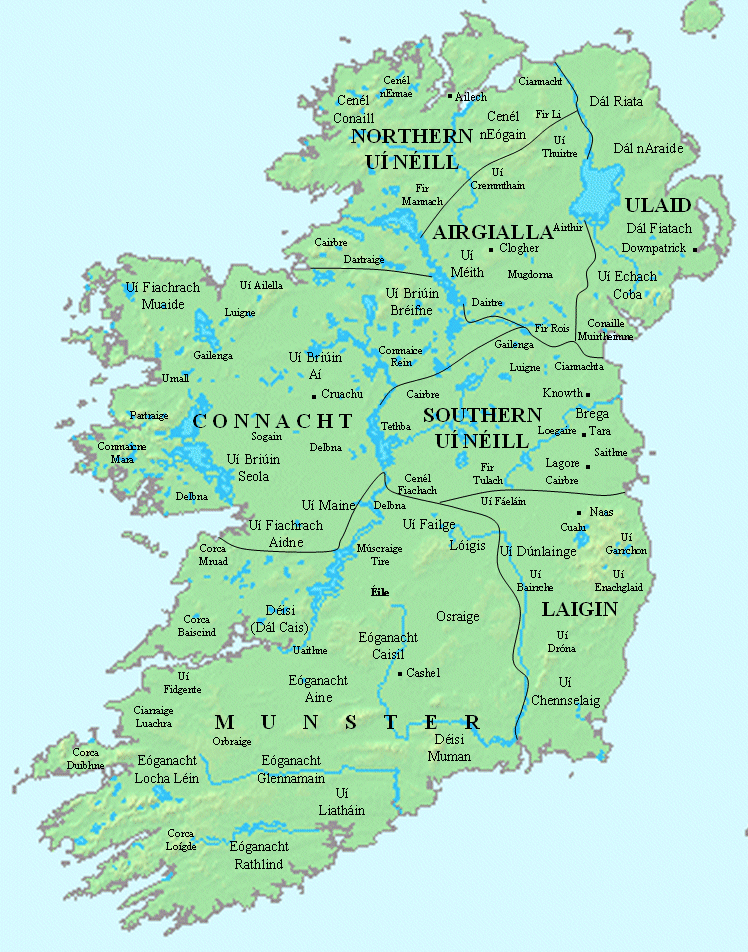
Ирландия в Раннее Средневековье

Средневековые исторические источники сообщают не очень много фактов о жизни Аэда Слане. Большинство этих свидетельств имеют легендарный характер и внесены в письменные источники значительно позднее смерти Аэда. Среди наиболее ранних сообщений о Аэде — пророчество о том, что он, «предопределённый Богом к управлению Ирландией», будет верховным королём до тех пор, пока не совершит убийства кого-нибудь из своих родичей. Повествование об этом содержится в житии святого Колумбы, написанном на рубеже VII—VIII веков Адамнаном. В этом источнике только два правителя — Аэд Слане и его отец Диармайт мак Кербайлл — наделяются титулами «король Ирландии».
Вероятно, после гибели своего отца Диармайта мак Кербайлла или вскоре после этого Аэд Слане получил власть над восточными владениями Южных Уи Нейллов. Здесь возникло новое королевство — Брега, первым правителем которого и стал Аэд.
В ирландских анналах сообщается, что Аэд Слане получил титул верховного короля Ирландии после гибели в 598 году Аэда мак Айнмереха из рода Кенел Конайлл. Согласно средневековым спискам королей Тары, сохранившимся в трактате «Laud Synchronisms» и «Лейнстерской книге», Аэд Слане разделял обладание титулом верховного короля Ирландии с Колманом Вычислителем из рода Кенел Эогайн, одной из ветвей Северных Уи Нейллов. Однако их имена отсутствуют в наиболее раннем из дошедших до нашего времени списке верховных королей, сохранившемся в составе ирландской саги «Видение Конна». В этом датируемом концом VII века источнике, королём Тары на рубеже VI—VII веков назван король Ульстера Фиахна мак Баэтайн, вероятно, в то время бывший наиболее влиятельным из ирландских правителей.
В 600 году Аэд Слане убил в селении Бри Дам своего племянника, короля Миде Суибне мак Колмайна из рода Кланн Холмайн. «Житие Колумбы» называет это убийство «вероломным». Гибель Суибне положила начало долговременному конфликту между представителями родов Сил Аэдо Слане и Кланн Холмайн. Мариан Скот в написанном им в XI веке труде также сообщал, что Суибне, а не Аэд Слане, был верховным королём Ирландии после Аэда мак Айнмереха. Предполагается, что в противоречивости сообщений средневековых источников о преемственности королей на престоле Тары на рубеже VI—VII веков нашла отражение борьба за власть, которую вели в это время ирландские правители. Не исключается и возможность того, что после гибели Аэда мак Айнмереха в Ирландии наступил период междуцарствия, продолжавшийся около двух лет.
Из исторических источников известно о том, что Аэд Слане жил в мире с лейнстерцами. Его имя отсутствует в списке тех верховных королей Ирландии, которые взимали с Лейнстера традиционную дань скотом.
В 604 году Аэд Слане и Колман Вычислитель пали от рук своих родичей из числа Уи Нейллов. Местом гибели Аэда называют окрестности Лох-Сандерлина (в современном графстве Уэстмит). Организатором убийства Аэда был Коналл Гутбинн, сын убитого в 600 году Суибне. Хотя анналы преподносят это убийство как акт мести, возможно, это событие было связано с борьбой за власть над Южными Уи Нейллами между Аэдом и Суибне. Это предположение делается на основе сообщения анналов о гибели в день убийства верховного короля и его союзника, короля лейнстерского подчинённого королевства Уи Файльги Аэда Рона мак Катайла, так же павшего от рук представителей рода Кланн Холмайн.
После гибели Аэда Слане новым королём Бреги стал его старший сын Коналл Лаэг Брег, а титул верховного короля Ирландии перешёл к королю Айлеха Аэду Уариднаху.

### Семья
По свидетельству средневековых генеалогических трактатов, Аэд Слане оставил многочисленное потомство. Известно о двух браках Аэда: первой его супругой была Фланн (или Ланн), второй — Эйтне, дочь Бренанна Далла. Детьми Аэда от первого брака были два сына — Коналл Лаэг Брег и Блатмак мак Аэдо Слане. Во втором браке у Аэда родились ещё шесть сыновей — Конгал мак Аэдо Слане, Маэл Брессал, Диармайт мак Аэдо Слане, Маэл Одар, Айлиль Арфист, Дунхад мак Аэдо Слане — и дочь Ронтуда.
Потомки Аэда — представители рода Сил Аэдо Слане («Семя Аэда из Слане»), правившие королевством Брега — играли важную роль в ирландской истории VII—VIII веков. Из их числа вышли семь верховных королей Ирландии.